# Aumelas
Aumelas is een gemeente in het Franse departement Hérault (regio Occitanie) en telt 429 inwoners (2004). De plaats maakt deel uit van het arrondissement Lodève.

## Geografie
De oppervlakte van Aumelas bedraagt 55,3 km², de bevolkingsdichtheid is 7,8 inwoners per km².
De onderstaande kaart toont de ligging van Aumelas met de belangrijkste infrastructuur en aangrenzende gemeenten.

## Demografie
Onderstaande figuur toont het verloop van het inwonertal (bron: INSEE-tellingen).
1. ↑  Populations de référence 2022.